# Metropolis regional
Metrópolis regional en geografía de España es la ciudad que cuya área de influencia es una región, más o menos extensa, del territorio nacional. El núcleo urbano tiene una influencia menor, en comparación con una metrópolis regional, contando son servicios menos influyentes , por lo tanto, menos especializados.
Encontramos dos categorías:
- Metrópolis regionales de primer orden: son aquellas que su número de habitantes comprende desde un millón a medio millón de habitantes. Cuenta con servicios de alto rango, especialmente administrativos y comerciales. Sus áreas de influencia son regionales y mantienen relaciones intensas con las metrópolis nacionales. Ejemplos de metrópolis regionales de primer orden, Zaragoza, Málaga, Sevilla, Bilbao y Valencia.
- Metrópolis subregionales o de segundo orden: este grupo lo componen ciudades que poseen entre medio millón de habitantes y un cuarto de millón. Todavía cuentan con servicios altamente especializados como universidades. Su área de influencia es subregional o regional en el caso de comunidades autónomas uniprovinciales. Mantienen relacionen intensas con las correspondientes capitales regionales o son capitales de espacios regionales poco extensos.Ejemplos de metrópolis subregionales o de segundo orden, Granada, Valladolid, Murcia, Alicante, Vigo.

- Datos: Q6012090